# Родина (фильм, 1972)
«Родина» (яп. 故郷, Кокё; англ. Home from the Sea, в прокате СССР — «Когда сжигаются корабли») — фильм-драма режиссёра Ёдзи Ямады, вышедший на экраны в 1972 году. Это второй фильм трилогии Ёдзи Ямада о рабочем классе Японии (первая картина — «Семья», 1970), третьей, завершающей трилогию картиной является «Зов далёких гор» (1980).

## Сюжет
В киноленте рассказывается простая и горькая история о том, как под «железной пятой» современной цивилизации рушится счастье маленького человека — потомственного морехода Сэйити.
Сэйити Исидзаки живёт на живописном островке во внутреннем море Сэто; он — капитан старого деревянного судёнышка, занимающегося перевозкой камня. Под началом у «капитана» единственный член экипажа — собственная жена, которая исполняет на судне обязанности и моториста и повара… Сэйити берёт на борт груз строительного камня, который он должен доставить к месту сооружения нового порта. До места строительства — несколько десятков километров. Работа тяжёлая, сопряжённая с постоянной опасностью опрокинуть судно, но муж и жена делают её мужественно и даже чувствуют к ней симпатию — всё-таки она их кормит и даёт возможность жить в родном краю…
Однако Сэйити не выдерживает конкуренции со стороны крупных современных судов, принадлежащих богатым владельцам, и вынужден сойти на берег, чтобы наняться поденным рабочим на судоверфи. Из мелкого частного предпринимателя он превращается в современного промышленного рабочего. Мало того, что Сэйити должен бросить насиженное место и дело, которое любил, зарплата на верфи вряд ли обеспечит ему и его семье даже прожиточный минимум, а рассчитывать на более светлые перспективы трудно…

## В ролях
- Тиэко Байсё — Тамико
- Хисаси Игава — Сэйити
- Тисю Рю — дедушка
- Дзин Маэда — Кэндзи
- Киёси Ацуми — Мацусита
- Маюми Ито
- Юрико Абэ
- Рэйко Тадзима

## Премьеры
- — национальная премьера фильма состоялась 28 октября 1972 года в Токио[1].
- — в советском кинопрокате фильм демонстрировался в чёрно-белом варианте с июня 1976 года. Дублирован на к/ст им. М. Горького, 1975 г.[комм. 1][2].

## Премии и номинации
- Премия журнала «Кинэма Дзюмпо» за лучшее исполнение главной мужской роли актёру Хисаси Игава.

## Комментарии
1. ↑  р/у № 2272/75 (до 18 сентября 1982 года), опубликовано: «Аннотированный каталог фильмов действующего фонда: Зарубежные художественные фильмы», В/О «Союзинформкино» Гл. упр. кинофикации и кинопроката Госкино СССР, М.-1980, С. 95